# Casa da Moeda de Paris
A Casa da Moeda de Paris (em francês:  Monnaie de Paris) é a instituição monetária nacional da França. Estabelecimento público industrial e comercial desde 2007, exerce notavelmente a missão soberana de fabricar a moeda nacional francesa. Criada em 25 de junho de 864 durante o reinado de Carlos II pelo Édito de Pîtres, é uma das empresas mais antigas do mundo e a mais antiga instituição francesa ainda em atividade.
Até 2007, a Monnaie de Paris era o nome "comercial" da Diretoria de Moedas e Medalhas que fazia parte do Ministério da Economia, Finanças e Indústria. A Casa da Moeda de Paris adquiriu sua autonomia e personalidade jurídica pela lei nº 2006-1666 das finanças para 2007  .

## A instituição: locais e missões
A Casa da Moeda de Paris empregava 500 pessoas em 2010  em dois locais: o Hotel da Casa da Moeda de Paris (55% da força de trabalho) e o estabelecimento monetário de Pessac, na Gironda (45%). As missões da Casa da Moeda de Paris estão definidas no Artigo L. 121-3 do Código Monetário e Financeiro. Em nome do Estado, em situação de monopólio, ele cunha moeda metálica corrente.
No nível europeu, o local de Pessac também foi designado para abrigar, além do Centro Nacional de Análise de Moedas (em francês:  Centre national d'analyse des pièce, CNAP), o Centro Técnico e Científico Europeu (em francês:  Centre technique et scientifique européen, CTSE), que analisa e classifica moedas de euro falsas em toda a Europa. Este centro opera no âmbito do Organismo Europeu de Luta Antifraude e como parte da coordenação técnica dos Estados-membros na luta contra a moeda falsa.
A Casa da Moeda de Paris realiza outras atividades: soberanas ou comerciais, em um setor competitivo:
- a produção e a venda de moedas metálicas estrangeiras comuns, moedas de coleção, medalhas e condecorações;
- a fabricação de instrumentos de marca e de garantia.
- a criação de fontes de arte e joias sob a marca registrada Monnaie de Paris;
- a criação de edições especiais de medalhas (como medalhas de lembrança) e brindes corporativos personalizados;
- a manutenção do Hotel da Casa da Moeda;
- a gestão do Museu do 11 Conti;
- a disponibilização ou aluguel de salas no Quai de Conti a administrações, coletividades ou empresas;
- o armazenamento de moedas em nome do Banco da França no local de Pessac.

### Alguns números
Em 2009, a Casa da Moeda atingiu um faturamento de 126 milhões de euros para uma força de trabalho de 500 assalariados. Em 2019, o volume de negócios situou-se nos 134 milhões de euros para um efetivo de 489 funcionários. Fabrica um milhão de moedas por ano (incluindo 700 milhões moedas de euro) e utiliza artesãos para desenvolver a atividade de produtos de arte (moedas de coleção, peças fundidas e joalheria), o que representa 20% do volume de negócios.

## Histórico

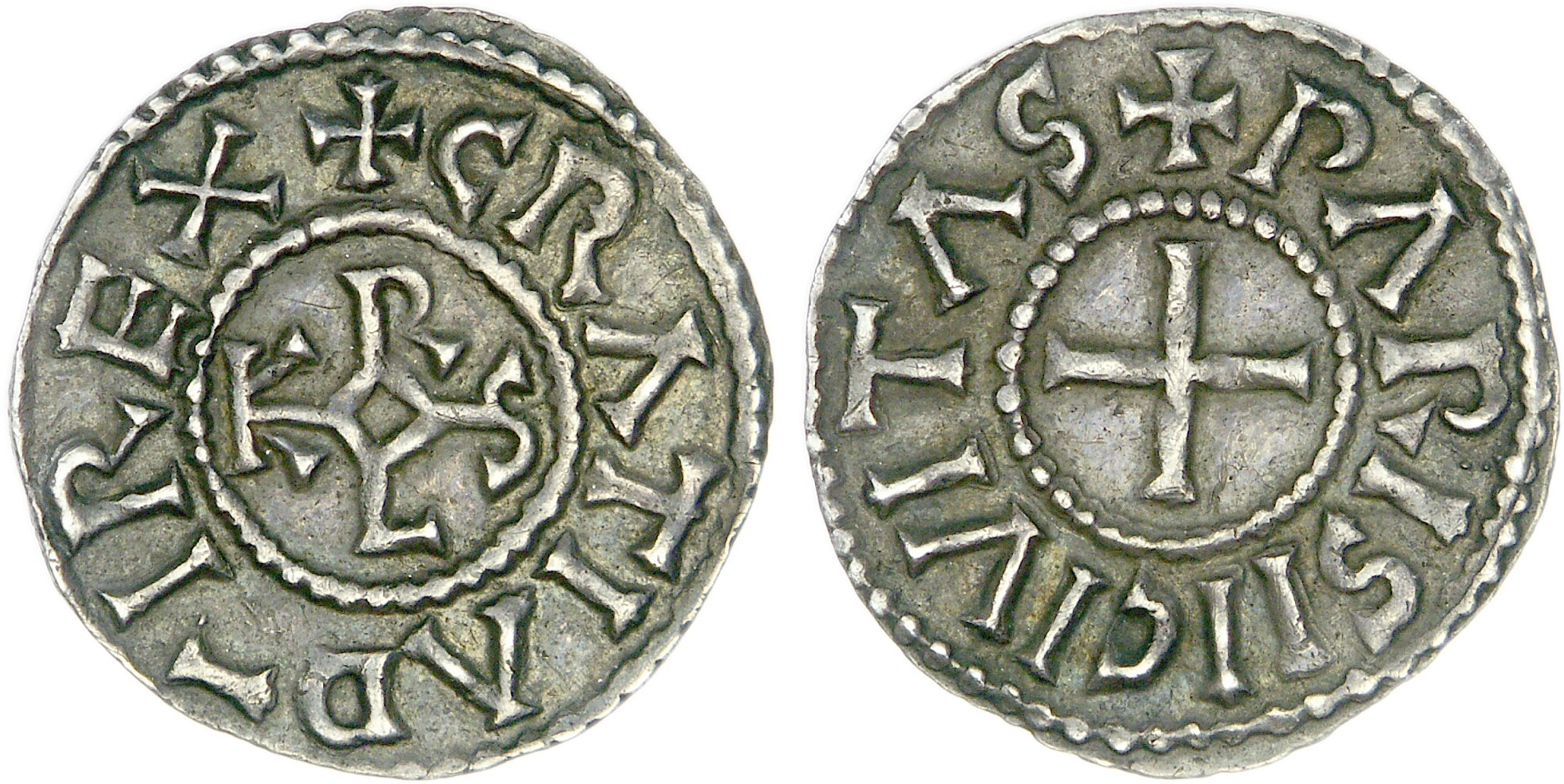
Denário de prata (1,77g), cunhado em Paris em 864, monograma de Carlos II à esquerda.

A Casa da Moeda de Paris foi fundada em 25 de junho de 864 pelo Édito de Pistres de Carlos II, o Calvo: é a mais antiga instituição francesa e uma das mais antigas empresas do mundo ainda em atividade.
A partir de 1358 foi elaborada uma estrutura que, em princípio, duraria até 1879: por um lado, uma administração centralizada com jurisdição e poderes reguladores em matéria monetária, por outro lado, oficinas colocadas sob o controle do Estado e distribuídas por todo o território.
Em 1550, o rei Henrique II da França encarregou Guillaume de Marillac, Intendente das Finanças, e Aubin Olivier, de investigar a tecnologia de prensa de parafuso usada por um ourives em Augsburgo. Olivier então fundou a Casa da Moeda do Moulin des Étuves, no extremo oeste da Île de la Cité, em Paris, que foi definitivamente autorizada em julho de 1553. Esta oficina entrará em concorrência com a corporação de trabalhadores qualificados anexa à Corte de Casas da Moeda, uma situação problemática até meados do século XVII.

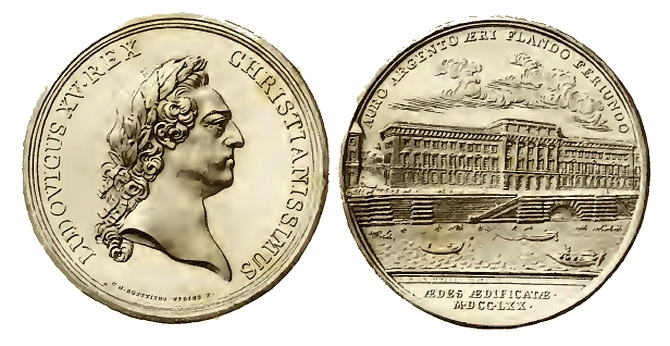
Medalha comemorativa (1770) celebrando a construção da Casa da Moeda no Quai de Conti, gravura de Charles-Norbert Roëttiers.

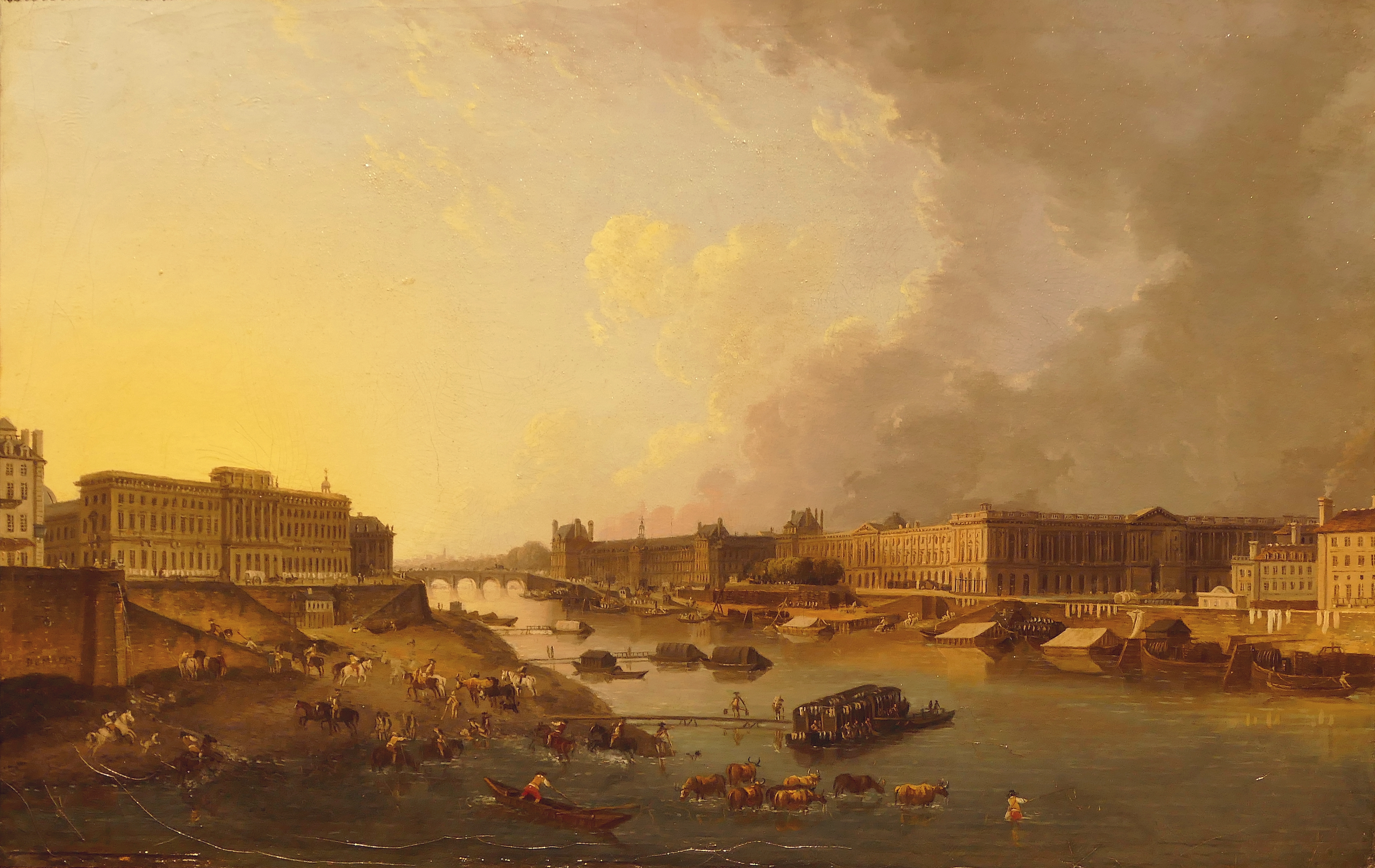
Pierre-Antoine Demachy, Vista do Sena a jusante do Pont-Neuf (1783). A Casa da Moeda é visível à esquerda.

Em 1770, a instituição adquiriu uma nova sede central em Paris, um escritório de direção geral e uma fábrica, o Hôtel de la Monnaie (1771-1775, Denis Antoine, arquiteto) com mais de 114m e ocupando uma superfície de 12.000m², no Quai de Conti. O químico Jean-Pierre-Joseph d'Arcet (1777-1844) fez carreira lá.
A Casa da Moeda de Paris está vinculada ao Ministério das Finanças desde as leis de 22 e 23 Vendémiaire Ano IV (setembro de 1796). As leis de 31 de julho e 20 de novembro de 1879 decidiram que a produção de moedas seria realizada exclusivamente pelo próprio Estado sob o nome de "Administração de Moedas e Medalhas" (em francês:  Administration des Monnaies et Médailles).
De 1848 a junho de 1876, Anatole Hulot, assistente do gravador-geral Jacques-Jean Barre, montou no Hotel da Casa da Moeda a oficina para a produção dos primeiros selos postais da França.
Em 1973, o Estado mandou construir uma nova fábrica em Pessac, na Gironda, para realizar todas as fases de fabricação de moedas de circulação e de coleção. Desde 1998, nesta fábrica que as oito moedas de euro (moedas de circulação e de coleção) são fabricadas.
A Casa da Moeda de Paris obteve a tripla Certificação QSE. Em 2012, foi a primeira instituição pública a obter o selo Living Heritage Company.
No final de setembro de 2017, a Monnaie de Paris reabriu após obras de renovação: 80% da área de 1,2 hectares de edifícios estão agora acessíveis ao público. Uma quadra de basquete da década de 1950, que ficava sob o telhado de uma ala, foi demolida para respeitar melhor a simetria do local. Um acervo de 2.000 peças, provenientes das reservas que somam 170.000 objetos, e que jamais foram expostas (medalhas e moedas raras, lingotes recuperados de um naufrágio, etc.), estão expostas no museu dedicado à expertise da Instituição.
Em maio de 2018, a Casa da Moeda de Paris cunhou suas primeiras moedas em ouro certificado como comércio justo, como parte do centenário do fim da Primeira Guerra Mundial. Uma menção nessas moedas indica a certificação Fairmined.

## Direção do século XIII ao século XXI
Os arquivos da Casa da Moeda datam de 1225. Os títulos (em itálico) e as responsabilidades das pessoas nomeadas para dirigir este estabelecimento mudaram ao longo dos anos.
Prepositus monetae Parisiansis
- 1225-1226 Marcellus
- 1270 Pierre Barbez
- 1296 Thomas Buchart
- 1296-1311 Régnier Le Flamant
- 1296-1315 Guillaume Le Flamant

Cussorum Moneta
- 1315-1326 Pierre de Mante
- 1329-1337 aucun
- 1436-1437 Jacques Cœur
- 1426-1485 Pierre Fromont [dynastie]
- 1488-1490 Martin Vivat
- 1489-1512 Laurent Sureau
- 1541-1555 Bastien de Riberolles

Président de la Cour des Monnaies
- 1555 Claude Bourgeois
- 1558 Jean Le Lieur
- 1571 François du Lion
- 1590 Claude Fauchet
- 1599 Guillaume Le Clerc
- 1610 Guillaume Lusson
- 1637 Jacques Poitevin
- 1642 André du Pajot
- 1662 Nicolas Cotignon
- 1664 Jacques Hosdier
- 1715 Louis Hosdier
- 1727 Étienne-Alexandre Choppin de Gouzangre
- 1772 René Choppin d’Arnouville
- 1781-1791 Étienne Jean Benoît Thevenin de Tanlay
- 1791 Jean Dupeyron de La Coste

Directeurs de fabrication de la Monnaie
- 1791-An V Alexandre Roëttiers de Montaleau
- 1794 Augustin Dupré
- 1794 Jean-Jacques-Joseph Anfrye
- An V-1820 Charles de L’Espine
- 1821-1842 Jean-Pierre Collot
- 1843-1845 Alain Étienne Cambry
- 1845-1860 Charles Dierick
- 1861-1879 Alfred Renouard de Bussière

Directeur des monnaies et médailles
- 1871 Zéphirin Camélinat (directeur durant la Commune)[12]
- 1875-1891 Jean-Louis Ruau
- 1891-1893 Georges de Liron d'Airoles
- 1893-1900 Alfred de Foville
- 1900-1907 François Arnauné[13]
- 1914-1915 Émile Jacquin
- 1915-1918 Louis Martin
- 1918-1925 Sylvestre Bouvier
- 1925-1927 Louis Formerie
- 1927-1934 Michel Dally
- 1934-1946 Étienne Moneclaey
- 1946-1952 Louis Vallon
- 1951-1952 Marcel Renaud
- 1952-1957 Yves Malecot
- 1957-1962 Robert Labonnelie
- 1962-1984 Pierre Dehaye
- 1984-1987 Jacques Campet
- 1987-1991 Patrice Cahart
- 1992-1995 Pierre Consigny
- 1995-1999 Emmanuel Constans
- 1999-2002 Françoise Saliou
- 2002-2007 Dov Zerah

Président-directeur général de la Monnaie
- 2007-2017 Christophe Beaux[14]
- 2017-2018 Aurélien Rousseau[15] · [16]
- Depuis domingo, 16 de março de 2025 Marc Schwartz[17]

## Acesso
O museu é servido pelas estações de metrô das linhas 7 em Pont-Neuf e 4 em Saint-Michel e Odéon, bem como pelas linhas RER A e D na estação Châtelet - Les Halles e pelas linhas RER B e C na estação Saint-Michel - Notre-Dame.

## Escândalo
Em 2023, uma decisão precipitada de seu CEO, Marc Schwartz, que ordenou a cunhagem de 27 milhões de moedas de 10, 20 e 50 centavos com um novo desenho sem a aprovação prévia da Comissão Europeia, causou um escândalo. A medida teve como objetivo impressionar o ministro da Economia, Bruno Le Maire, durante uma visita marcada para 7 de dezembro de 2023. No entanto, o projeto foi rejeitado pela Europa devido às estrelas pouco claras, levando à destruição das peças e a uma perda estimada entre € 700.000 e € 1,2 milhões. Uma avaliação foi lançada para compreender as razões deste erro.
No entanto, a Direção-Geral de Assuntos Econômicos e Financeiros da Comissão alertou a Direção-Geral do Tesouro francês, em 1º de dezembro de 2023, sobre a não-conformidade desses novos documentos.